# Javier Duren
Javier Duren (St. Louis, 1º luglio 1993) è un ex cestista statunitense.